# Relación de la inteligencia estadounidense con criminales de guerra alemanes y japoneses tras la II Guerra Mundial
Aunque los Estados Unidos se implicaron en el procesamiento de personas involucradas en la comisión de delitos de guerra durante la Segunda Guerra Mundial, el Ejército de los Estados Unidos y las agencias de inteligencia estadounidenses protegieron a algunos delincuentes de guerra con el objetivo de obtener de ellos información técnica o de inteligencia, o bien reclutarles para labores de espionaje. El establecimiento de vínculos con los delincuentes de guerra alemanes empezaron inmediatamente después del fin de la Segunda Guerra Mundial, mientras que en el caso de los japoneses llevó más tiempo establecerlas.
Estos vínculos se mantuvieron en su mayor parte ocultos, si bien no siempre de manera deliberada, dado que algunos de los expedientes de estos criminales se encontraban dispersos dentro de una gran cantidad de archivos oficiales. En algunos casos, la fiscalía instruyó activamente causas contra algunas de estas personas, sin ser conscientes de que habían sido reclutados por los Estados Unidos. El Congreso de los Estados Unidos constituyó para investigar el asunto el Grupo de Trabajo Interagencias de Registros Gubernamentales de Crímenes de Guerra Nazis y del Japón Imperial (IWG por sus siglas en inglés), supervisado por la Administración Nacional de Archivos y Registros.  La mayor parte de los vínculos con estos criminales de guerra se establecieron por el Cuerpo de Contrainteligencia (CIC), antes de la creación de la Agencia Central de Inteligencia (CIA) en 1947. La CIA heredó estas relaciones y, en algunos casos, se encargó de ocultarlas durante cerca de 60 años. 

## Contención y anticomunismo
Estos vínculos con criminales de guerra se realizaron al amparo de varias doctrinas que moldearon la política estadounidense de la postguerra, aunque no hay consenso entre los historiadores acerca de si eran aplicables este caso. Las que se han aceptado generalmente son las doctrinas de Contención, el anticomunismo generalizado y el Macartismo.
La doctrina de Contención, como guía de la política exterior estadounidense tras la Segunda Guerra Mundial, fue concebida intelectualmente por George F. Kennan, primero en el documento interno llamado "el telegrama largo" y posteriormente en el artículo de la revista Foreign Affairs titulado "Las Fuentes del Comportamiento Soviético", firmado con el seudónimo "X". Mientras que Kennan abogaba por estorbar sutilmente y con matices la política exterior soviética, la política estadounidense tendió a eliminar cualquier clase de matiz, dando por hecho que cualquier cosa que fuera mala para el comunismo era buena para los EE. UU., así como impedir cualquier clase de modificación del capitalismo democrático, lo que justificaba trabajar codo con codo con criminales de guerra. 
Las actividades del Senador Joe McCarthy, sin embargo, se basaban en un simple acto reflejo anticomunista; la mera acusación de comunismo era suficiente para perseguir a individuos u organizaciones. 

## Búsqueda de orden o de oportunidades
Según la historiadora Deborah Kistatsky, el comentario del embajador y general Henry A. Byroade de que "Sólo [convenciendo] a los alemanes que son iguales [a nosotros] podrán los Estados Unidos mantener su poder y conseguir sus objetivos globales", demuestra que las relaciones germano-estadounidenses tuvieron muchos matices y evolucionaron con el tiempo. Es también destacable que los Estados Unidos se preocupaban por igual por el nacionalismo alemán de extrema derecha (por temor a un posible resurgimiento de los nazis) como por el comunismo .
- Durante la ocupación, dirigentes estadounidenses de ocupación Aliada (1945–55) trabajaron para transformar la antigua dictadura Nazi en un socio fiable de Occidente. La Desnazificación y programas relacionados ayudaron a expurgar prácticas totalitarias y a promover los usos de la gobernanza democrática. [Esto cita necesita una cita]
- La integración económica y militar de la Alemania Occidental con Europa (1955-1990) minimizó el riesgo de una tercera Guerra Mundial mediante el establecimiento de relaciones de interdependencia entre los Estados europeos más importantes. Los estadounidenses consideraban que el nacionalismo era una amenaza potencial. El creciente resentimiento provocado por la ocupación de Alemania y su división en dos Estados, provocó corrientes nacionalistas competidoras entre sí y que eran incompatibles con la paz. Así, los dirigentes aliados consideraron que la mejor manera de asegurar la lealtad de la República Federal a Occidente pasaba por concederles plena autonomía y por tratar a los alemanes del Oeste como iguales.
- Después de la reunificación alemana en 1990, las relaciones de cooperación entre Alemania y los aliados contribuyeron al progreso mutuo y permitieron a los Estados Unidos "mantener poder" en Europa. [Esta cita necesita referencias]

Había, sin embargo, un debate permanente, tanto dentro del gobierno estadoundiente, como entre sus críticos, entre posiciones morales: una de rechazo absoluto al Eje y a sus agentes y otra que abogaba por la necesidad de cierto realismo político a la hora de tratar con los comunistas y los aliados. Elizabeth Holtzman, una antigua congresista estadounidense de Nueva York y miembro del Grupo de Trabajo Interagencias de Registros Gubernamentales de Crímenes de Guerra Nazis y del Japón Imperial (IWG), declaró que la documentación demostraba que la CIA "no movió un dedo" para cazar al criminal de guerra nazi Adolf Eichmann y "nos forzaba a afrontar no sólo el daño moral, sino también el daño práctico" de confiar en la inteligencia obtenida de exnazis. Según Holtzman, la información proveniente de antiguos nazis estaba a menudo contaminada tanto por sus "intereses personales" como por su vulnerabilidad al chantaje. "Utilizar a malas personas puede tener consecuencias muy malas," aseveró Holtzman. Ella y otros miembros del grupo de trabajo sugirieron que los hallazgos de éste tendrían que servir de moraleja para agencias de inteligencia actuales."

## Evaluación del proceso de inteligencia
El historiador Timothy Naftali, entre otros, ha sugerido que considerar que el uso de fuentes contaminadas produce buenos resultados puede ser útil, aunque amoral. "Es sano que una sociedad tenga las herramientas necesarias para evaluar el desempeño de su comunidad de inteligencia -incluso aunque haya que evaluar actividades de hace 50 años. Y también confío en que la comunidad de inteligencia haya aprendido lecciones del pasado".
Hans-Georg Wieck, responsable entre 1985 y 1990 del BND -uno de los servicios de inteligencia alemanes-, comentó que "con la desclasificación de los documentos que muestran la relación del Ejército de los Estados Unidos y la CIA con Reinhard Gehlen se han conocido las desventajas de esa cooperación. Las ventajas, la calidad del proyecto de inteligencia, siguen sin revelarse". Por lo tanto, incluso con una visión retrospectiva imparcial y justa, prosiguió Wieck, el análisis coste-beneficio de contratar a Gehlen y su gente sigue siendo muchísimo más difícil de hacer (incluso hoy) de lo que piensa Naftali. También admitió que los contactos con personajes desagradables a veces resultan beneficiosos. Y que ese fue el caso de la organización de Gehlen, que poseía una enorme red de espías en el Bloque Soviético.

## Política europea

### Organización Gehlen
La llamada Organización Gehlen llevó a cabo gran parte de la actividad del espionaje aliado entre la posguerra y hasta mediados de los años cincuenta, cuando pasó a formar parte de la agencia de inteligencia BND, de Alemania Occidental. Reinhard Gehlen, un antiguo general de la Wehrmatch, se acercó a los oficiales de inteligencia del Ejército de los Estados Unidos poco después del final de la guerra y ofreció sus archivos y su personal en el antiguo Frente Oriental y en la Unión Soviética. El propio Gehlen no era considerado un criminal de guerra, pero sí algunos miembros de su personal.
En principio, Gehlen tenía una excelente reputación en labores de inteligencia, pero informaciones recientes han puesto esto en duda. En el simposio de GHI, Michael Wala, editor jefe de la publicación alemana Journal of Intelligence History, dijo que se suponía que Gehlen había transformado la inteligencia alemana durante la guerra. Wala, sin embargo, declaró que no era tanto que Gehlen fuera un buen analista soviético, sino que sus predecesores, antes de que tomara el control de la red de inteligencia Fremde Heere Ost (FHO, "Ejércitos extranjeros del este" en alemán) habían sido muy incompetentes. Antes de 1942 las teorías racistas nazis hacían que el FHO menospreciase la fuerza y el material de guerra soviéticos, como en el caso del T-34, considerado el mejor tanque de la Segunda Guerra Mundial. A pesar de que Gehlen no pudo mantener a la ideología nazi fuera de sus estimaciones (lo que llevó a predicciones fallidas como subestimar la resistencia soviética en Stalingrado) siguió siendo muy apreciado por el Oberkommando der Wehrmacht (OKW, "Alto Mando de las Fuerzas Armadas" en alemán) .[cita requerida]
Timothy Naftali resta valor a la cooperación inicial entre la CIA y lo que se convirtió en el BND de Alemania Occidental durante la posguerra. Según Naftali, la "Organización Gehlen" y su sucesor, el BND, tuvieron un valor "cuestionable" y "la documentación de la CIA muestra que Gehlen era insubordinado, su organización insegura y que toda esta operación proporcionó inteligencia de valor dudoso". Cincuenta años después, el gobierno alemán todavía se niega a desclasificar sus propios archivos acerca de este asunto. "Hasta que no lo hagan, y a menos que esos documentos pinten una imagen radicalmente novedosa, el balance de la organización Gehlen a principios de la Guerra Fría seguirá siendo condenatorio", mantiene Naftali.
Según Wieck, la Organización Gehlen pudo haber reclutado hasta un centenar de antiguos miembros de las SS que podrían haber sido culpables de crímenes de guerra. Critchfield, el enlace de Estados Unidos con Gehlen de 1948 a 1956, "tenía en mente algo más que la recopilación de inteligencia: asegurar que las élites de la seguridad del nuevo estado alemán fueran firmemente atlantistas" . Esto contribuyó en gran medida tanto al desarrollo de la confianza mutua entre la República Federal de Alemania y los Estados Unidos, como a la prevención de posibles amenazas nacionalistas o neofascistas contra Alemania ".[cita requerida] Schmitz, un miembro del personal de Critchfield de 1949 a 1954, y su adjunto entre 1953 y 1954, dijo que "lo que esto implica es que estos exmiembros de las SS -de hecho, todos los exmiembros de las SS- eran criminales de guerra no denunciados y, como tales, eran vulnerables al chantaje por parte de los soviéticos".

### Planificación de redes de resistencia
Junto a la Organización Gehlen, el CIC había establecido redes de resistencia en Alemania Occidental, que se suponía que permanecerían en territorio ocupado en el caso de una invasión soviética y transmitirían inteligencia desde detrás de las líneas enemigas, algunas de las cuales incluían a exnazis. La mayoría de estas redes se desmantelaron a principios de la década de 1950.
Un ejemplo de estas redes era una organización que parecía equivalente a la Freie Deutsche Jugend (Juventud Alemana Libre) de Alemania Oriental, la Bund Deutscher Jugend (BDJ, Liga de la Juventud Alemana) en apariencia un grupo de jóvenes que contrarrestaba los movimientos comunistas. Sin embargo, su creciente militancia y el secretismo sobre su financiación llamaron la atención del socialista Georg August Zinn, ministro presidente del Estado de Hesse. Zinn descubrió que la BDJ estaba financiada por los Estados Unidos y que dentro de ella había un servicio de operaciones encubiertas, el Technischer Dienst ("Servicio Técnico") formado por ex oficiales alemanes, algunos de ellos nazis y miembros de las SS, de entre 35 y 50 años de edad. Su misión era librar una guerra de guerrillas en caso de una invasión soviética. "El caso BDJ demostró que al menos algunas agencias del gobierno de Estados Unidos trabajaron voluntariamente con elementos antidemocráticos al servicio del poder estadounidense".
Después del descubrimiento de Zinn, el Alto Comisionado de Estados Unidos para Alemania (HICOG), Walter J. Donnelly, pidió al gobierno y al Partido Socialista de Alemania Occidental que se unieran a una investigación conjunta entre Estados Unidos y Alemania del caso: "Lleguemos al fondo de esto. Que caiga quien tenga que caer". Donelley y el Departamento de Estado de los Estados Unidos estaban en lo cierto al asegurar que el personal superior del HICOG se había negado a reunirse con la BDJ. John J. McCloy, su antecesor, también se negó a reunirse con ellos, pero la inteligencia estadounidense organizó a la BDJ tras la invasión de Corea, preocupados por una invasión similar en Alemania. La inteligencia estadounidense parecía no tener conocimiento de la lista negra del BDJ e intentó, demasiado tarde, denunciarla sin ser pasto de la propaganda soviética. Los comunistas, sin embargo, lo calificaron como una prueba de la conspiración nazi-estadounidense.[cita requerida]

### Análisis de la lista de nombres de la CIA
Un documento de la CIA, fechado el 19 de marzo de 1958, enviado por el jefe de la estación de Múnich al cuartel general, en Langley (Virginia), afirmaba que la inteligencia alemana había proporcionado una lista de exnazis y sus ubicaciones. El genocida Eichmann era el tercero de esa lista. El memorándum recogía el rumor de que estaba en Jerusalén "a pesar de ser responsable del exterminio masivo de judíos", pero también informaba, con total naturalidad de que: "Vivió en Argentina bajo el alias Clemens desde 1952. " No consta que la CIA emprendiera investigación alguna tras este aviso.
Cuando los israelíes capturaron a Eichmann, la CIA revisó la documentación requisada a los nazis para encontrar información que pudiera ser útil para la fiscalía israelí. Los resultados provocaron el pánico entre los directivos de la CIA porque, sin saberlo, el personal subalterno que había revisado los archivos señalaba a algunos cómplices de Eichmann, que a la vez eran "activos" de la CIA y que podrían ser descubiertos si los soviéticos accedían al sumario de instrucción de la fiscalía israelí. .[cita requerida]

#### Heinz Felfe
El reclutamiento de Heinz Felfe, un oficial de las SS que ascendió en las filas de la organización Gehlen de Alemania Occidental para convertirse en su jefe de contrainteligencia en 1955, no solo planteó cuestiones éticas, sino que produjo un importante fallo de seguridad. En 1961, Felfe fue identificado como un espía soviético que estaba muy familiarizado con las operaciones de la CIA en Europa del Este, lo que le puso en posición de sabotear las operaciones de la CIA contra la base de la KGB en Alemania del Este. Posteriormente, la CIA estimó que Felfe había puesto en peligro a 15.000 activos

#### Traslado de los nazis fuera de Alemania
Erhard Dabringhaus, un oficial de inteligencia del Ejército de los EE. UU. (CIC) en la Alemania de posguerra de 1946 a 1952 y más tarde profesor de idiomas en la Universidad Estatal Wayne de Detroit, fue el oficial al que estaba asignado Klaus Barbie, "El carnicero de Lyon" . Dabringhaus declaró que le ordenaron pagar y dar alojamiento a Barbie, a pesar de haber informado a sus mandos de sus antecedentes. En 1951, Barbie apareció en Génova, Italia, antes de escapar a Bolivia con documentos emitidos por el Comité Internacional de la Cruz Roja .
Según Bill Moyers, Barbie trabajó con alemanes ex nazis informando sobre los soviéticos. Una vez hecho su trabajo, Estados Unidos no lo entregó a los franceses, sino que lo ayudó a escapar, vía Italia, a Bolivia. Un análisis del expediente del ejército estadounidense de Barbie, realizado por el IWG, relata que en mayo de 1949, el Ministerio del Interior francés presionó al gobierno militar estadounidense de Alemania, HICOG, para que extraditase a Barbie. Sin embargo, al CIC le preocupaba que Barbie supiera demasiado sobre las redes de espionaje del CIC, así como la publicidad adversa si se hacía público que había sido reclutado por los Estados Unidos. El informe del HICOG dice:
Haber expuesto a BARBIE a interrogatorios y juicios públicos no habría estado en consonancia con la doctrina operativa de inteligencia clandestina aceptada. . . . [Barbie] conocía operaciones y procedimientos operativos de alto nivel que se habrían visto comprometidos. A través de los procedimientos en vigor en ese momento, BARBIE fue, consecuentemente, ayudado a abandonar Europa en 1951 para su posterior reasentamiento. La inteligencia del ejército estadounidense no ha tenido más contacto con BARBIE después de su salida de Europa.[cita requerida]

El CIC organizó que Barbie llegara a Sudamérica a través de Italia. Barbie, que usaba un alias pero vivía sin esconderse en Bolivia, fue extraditado a Francia en 1983. Durante su estancia en Bolivia también fue asesor de seguridad de Alfredo Stroessner, presidente de Paraguay de 1954 a 1989 El fiscal general de los Estados Unidos ordenó a la Oficina de Investigaciones Especiales del Departamento de Justicia de los Estados Unidos que elaborase un informe de investigación. Alan Ryan, director saliente del OSI, detalló el empleo de Barbie por parte de la inteligencia estadounidense, incluida su fuga utilizando una ruta que incluía la asistencia de un sacerdote croata en el Vaticano. Ryan concluyó que "no se conoce ningún otro caso en el que se evacuara a un presunto criminal de guerra nazi usando rutas de escape para agentes clandestinos, o en el que se usaran las rutas de escape para evacuar a una persona fugitiva..." Pero sí descubrió "que los oficiales del CIC obstruyeron la labor de la justicia ... aunque el enjuiciamiento pueda ser discutible debido al estatuto de limitaciones "
Weitzman se refirió a un artículo del 22 de mayo de 1999, en The Times, que describía un alcance mucho más amplio. Citó que Dabringhaus había reclutado personalmente a cientos de nazis, operando al menos hasta la década de 1960. Algunos miembros de las SS podrían haber trabajado para la CIA en América Latina y haber adiestrado en métodos de tortura.

## Política del Pacífico
El general Douglas MacArthur básicamente vetó al OSS en su Área del Pacífico Sudoeste (SWPA), dado que el OSS era menos relevante para las operaciones navales y de "isla en isla" en el teatro del Área del Océano Pacífico del Almirante de la Flota Chester Nimitz . Y como no había una alianza de posguerra que preservar por parte de la inteligencia estadounidense, había pocas razones para mantener asuntos en secreto para no ofender la sensibilidad de un aliado clave. Si bien Estados Unidos trabajó con Australia y Nueva Zelanda, MacArthur se encargó de que sus comandancias actuasen como sus subordinadas.
La cantidad y el tipo de japoneses que establecieron relaciones con la inteligencia estadounidense eran muy distintas de sus homólogos nazis. Los japoneses eran mucho menos numerosos que los alemanes que recogían directamente inteligencia humana (HUMINT) entre los soviéticos o que participaban en redes de resistencia tras una invasión. Algunos de los japoneses fueron encarcelados para ser investigados o, de hecho, cumplieron condena en prisión por crímenes de guerra, y quizás fueron liberados antes de tiempo. Muchos más japoneses alcanzaron posteriormente un nivel de autoridad mucho más alto que los alemanes.

### Conflicto de inteligencia de Estados Unidos en el Japón de posguerra
Hasta su relevo, MacArthur utilizó su propia organización de inteligencia, el G-2, encabezada por el mayor general Charles A. Willoughby, un confidente de MacArthur. Inmediatamente después de la guerra, los ex oficiales y nacionalistas japoneses crearon una red informal destinada a preservar, en la medida de lo posible, el sistema imperial y, finalmente, para restablecer el ejército.[cita requerida]
La mayoría de los contactos de Estados Unidos con grupos clandestinos fueron con especialistas en combate más que en inteligencia. La mayoría de los vínculos establecidos por las autoridades estadounidenses con los grupos clandestinos japoneses fue con oficiales de alto rango con experiencia operativa y de combate. Otro importante especialista en inteligencia, con una extensa red de contactos entre oficiales, fue el teniente general Kawabe Torashiro. Kawabe se unió a Arisue para proporcionar los servicios del ex personal del ejército japonés a las autoridades de ocupación, particularmente al G-2. El último destino de Kawabe, en el Cuartel General, le daba autoridad informal sobre muchos grupos e individuos dentro del ejército. Su red estaba compuesta principalmente por exmiembros de alto rango del Estado Mayor del ejército y sus subordinados. Estos individuos estaban en redes de organizaciones subordinadas, llamadas kikan, que llevarían a cabo operaciones reales.
En un caso importante, el del criminal de guerra Shiro Ishii, la cooperación de inteligencia no fue para influir en la política del Japón de posguerra o para obtener inteligencia futura, sino como un intercambio: inmunidad a cambio de datos técnicos.[cita requerida]

### Japoneses que trabajaron con la inteligencia de EE. UU.
Hubo, a pesar de todo, diversas relaciones de inteligencia, primero con el G-2 y luego con la CIA. Una característica de las relaciones del G-2 era la delegación, tanto de planificación como de ejecución, a los japoneses, ya que la Autoridad de Ocupación no tenía el personal suficiente para una supervisión exhaustiva, ni trabajaba con la CIA sobre el terreno, ni en los EE. UU.
El individuo clave de los "clandestinos" era el teniente general Arisue Seizo, jefe del departamento de inteligencia en el Cuartel General Imperial al final de la guerra. Poco antes del final de la guerra, Arisue comenzó a recopilar documentos de inteligencia para usarlos como moneda de cambio con las fuerzas de ocupación. La opinión del SCAP sobre Arisue era controvertida, y los oficiales fuera del G-2 sopesaron acusar a Arisue como a un criminal de guerra de Clase A. Willoughby, sin embargo, conocía y tenía buena relación con el teniente general Kawabe Torashiro, que había sido jefe de inteligencia del Ejército de Kwantung, agregado militar en Berlín, subjefe de personal del Cuartel General Imperial y líder de la delegación de rendición en Manila.[cita requerida]
Después de su rehabilitación en 1950, Masanobu Tsuji fue encontrado a través de la Rama Histórica del G-2 bajo el mando de Willoughby. A través de Arisue, el G-2 reclutó y empleó a unos 200 ex oficiales japoneses para ayudar en el trabajo del historiador Gordon Prange sobre la historia de la campaña del Pacífico de MacArthur. Una figura central en este esfuerzo fue el coronel Hattori Takushiro . Uno de los miembros más importantes del kikan de Hattori, conocido en algunos documentos de la CIA como "El establo de Willoughby", era el amigo íntimo de Hattori, Tsuji Masanobu.[cita requerida]
Willoughby le pidió a Arisue, en septiembre de 1945, que estableciera una red de inteligencia nacional para advertir de un posible golpe de Estado comunista. Willoughby no era consciente de que Arisue y algunos de sus asociados, en varias ocasiones habían sopesado dar un golpe de Estado de derecha contra el gobierno japonés.[cita requerida]
Otras personas destacadas que trabajaron con la inteligencia estadounidense incluyen a Nobusuke Kishi, Shiro Ishii, Kaya Okinori, Kodama Yoshio, Tsuji Matsunobu i, Takushiro Hattori y Ryuzo Sejima .